# Niesen (Willebadessen)
Niesen ist ein Stadtteil von Willebadessen im Kreis Höxter, Nordrhein-Westfalen. Der Ort liegt im Tal der Nethe und wurde 1273 erstmals urkundlich erwähnt. 

## Ortsname
Der Ortsname Niesen geht offenbar auf den Namen einer Burg „Nyhusen“ (Neues Haus) zurück, nach der sich das Rittergeschlecht von Niehausen benannte.

## Geschichte
1262 wurde erstmals ein Johann von Niehausen urkundlich erwähnt. Die Familie beherrschte als Lehnsträger des Klosters Neuenheerse die umgebenden Dörfer. Nach 1515 wurden die zum Amt Niesen gehörenden Orte Luthadessen, Mengersen, Rottersen, Swerdessen und Wippelfört durch kriegerische Ereignisse zerstört. 1555–1558 wurde eine alte Wasserburg neu erbaut, in deren Nähe im 16. Jahrhundert das heutige Dorf Niesen entstand. 1704 wurde Schloss Niesen als barockes Herrenhaus erneuert. Nach dem Aussterben der Fam. von Niehausen wurde es 1728 bis 1911 von denen von Bocholtz, die die Reste der mittelalterlichen Burg abreißen ließen. 1912 kam der Besitz an die Freiherren von Vittinghoff-Schell. Seit 1964 bis heute wird es von den Freiherren von Elverfeldt bewohnt und bewirtschaftet.
Niesen gehörte bis zu den Napoleonischen Kriegen zur Landvogtei Peckelsheim im Hochstift Paderborn. Von 1807 bis 1813 gehörte der Ort zum Kanton Gehrden im Departement der Fulda des Königreichs Westphalen. 1816 kam Niesen zum neuen Kreis Warburg in der preußischen Provinz Westfalen, in dem die Gemeinde zunächst zum Amt Gehrden gehörte und um 1870 in das Amt Peckelsheim umgegliedert wurde.
Am 1. Januar 1975 wurde Niesen durch das Sauerland/Paderborn-Gesetz in die Stadt Willebadessen eingemeindet, die gleichzeitig in den Kreis Höxter wechselte.

## Bauwerke
In der Liste der Baudenkmäler in Willebadessen sind für Niesen neun Baudenkmale aufgeführt, darunter 
- die katholische Pfarrkirche St. Maximilian, 1923 bis 1928 als Zentralbau im Stil der Neuromanik errichtet
- Schloss Niesen, erbaut 1704, 1951 niedergebrannt und danach verkleinert wiederaufgebaut; im Hofbereich Schlosskapelle von 1674